# 绍尼
绍尼（法語：Chauny，法語發音：[ʃoni]），法国北部城市，上法兰西大区埃纳省的一个市镇，隶属于拉昂区，其市镇面积为13.28平方公里，2022年1月1日时人口数量为11,456人，在法国城市中排名第848位。
绍尼位于埃纳省西部，瓦兹河右岸，圣康坦运河和克雷伊－热蒙铁路由此通过。绍尼曾在第一次世界大战中遭到严重破坏，现为一个区域性的中心城市。

## 地名来源
“Chauny“一名可能以拉丁语“Calnacum”的形式被记载。根据蒂尔潘道士（Abbé Turpin）的论述，该名称意为“水上通道”，可能与当地的瓦兹河航运有关。

## 历史

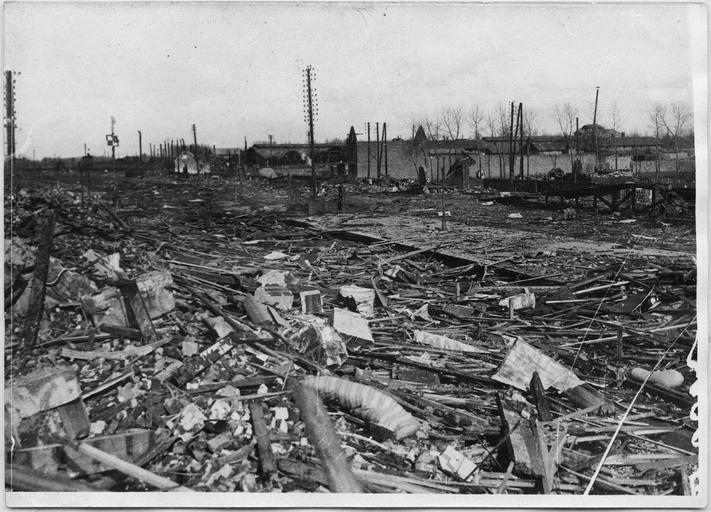
一战期间被夷为平地的绍尼火车站

绍尼的早期历史尚有待考证。中世纪中期，一名叫“Bernard”的法兰西皇室成员在瓦兹河畔兴建了一处城堡。12至14世纪间，绍尼被维莱特的雷诺家族（famille de Renaud de Villette）统治。1411年，奥尔良公爵继承了绍尼，前者对其城池进行了加固。英法百年战争期间，绍尼一度被勃艮第叛军占领。中世纪末，绍尼教堂附近出现葡萄酒种植园，但因气候条件限制未能推广。18世纪初，绍尼行政官安托万·布齐耶（Antoine Bouzier）曾在此地创立救济会以资助当地的贫苦群众；同一时期，沿瓦兹河开凿的圣康坦运河南段建成。法国大革命后，绍尼成为埃纳省的一个市镇，并在1795至1801年间为该省的一个地区行署。1849年，途经绍尼的克雷伊－热蒙铁路建成通车，此后阿尼济-皮农－绍尼铁路和绍尼－圣戈班铁路也相继建成，绍尼成为一个区域性的铁路枢纽。第一次世界大战期间，绍尼遭到多次重创，当地大量建筑物被损毁，人口数量减少了近半。其中在1917年3月19日的轰炸中，绍尼几乎被夷为平地，对外交通完全中断，当地的战后重建工程持续了十余年。

## 地理

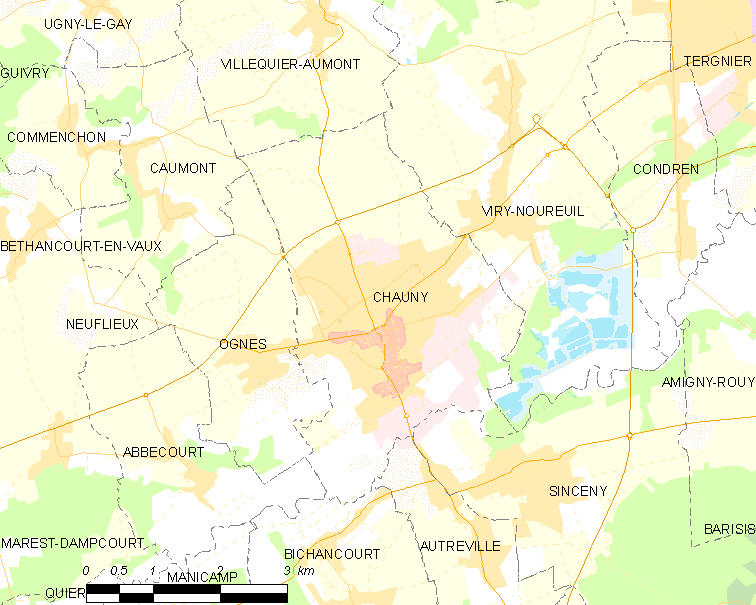
绍尼市镇范围地图

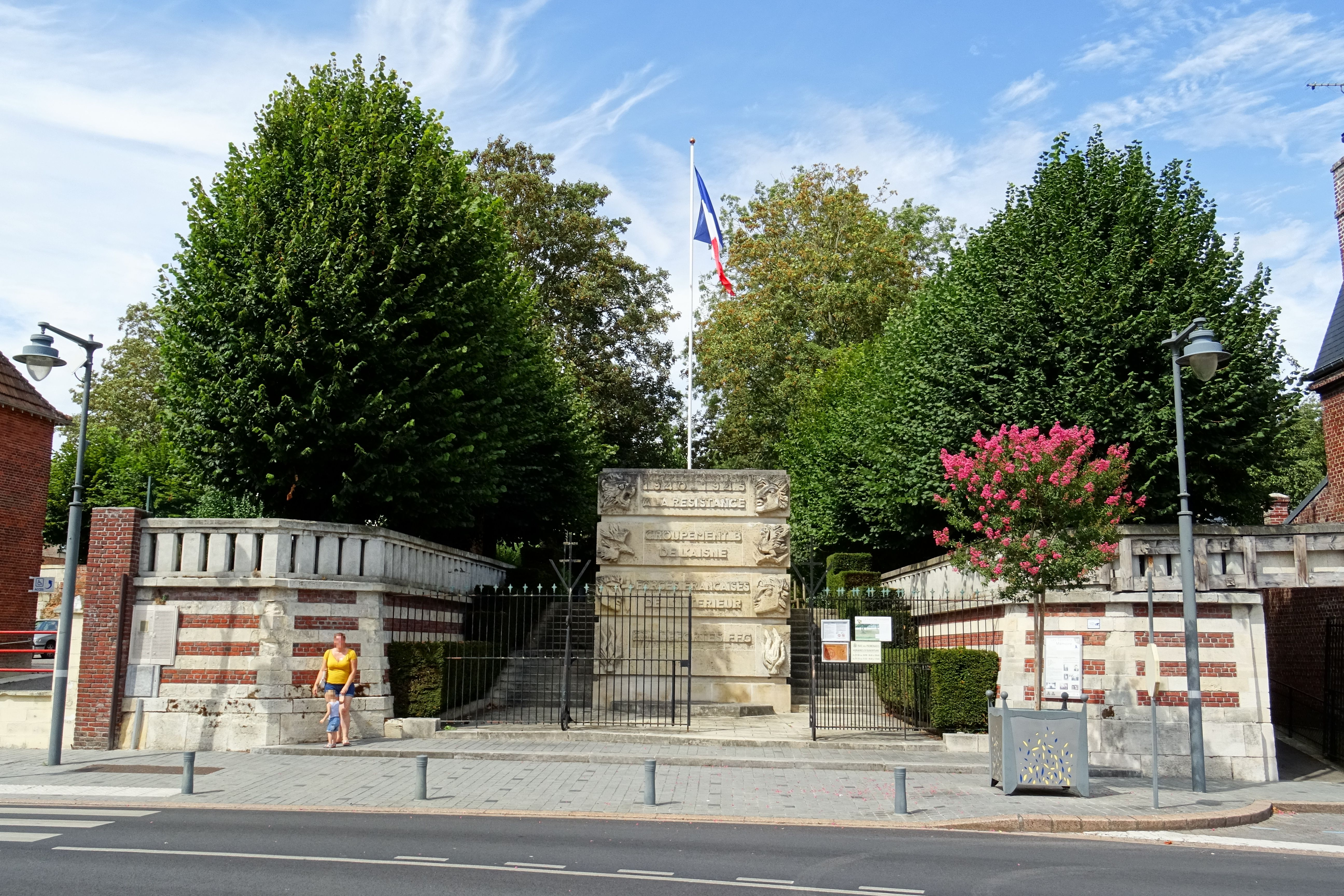
绍尼抵抗运动纪念碑

绍尼位于法国北部，上法兰西大区中东部和埃纳省西部，距离省会拉昂大约35公里。与绍尼接壤的市镇包括：阿贝库尔、欧特勒维尔、比尚库尔、科蒙、奥涅、桑斯尼、维勒基耶欧蒙、维里-努勒伊。

### 地形
绍尼位于皮卡第平原东部，境内以平原为主，市镇中心地势较为平坦，全境海拔在42到96米之间。

### 水文
绍尼位于塞纳河流域范围内，瓦兹河自东北向西南蜿蜒流经市区南部，人工开凿的圣康坦运河则顺直地穿越了绍尼市中心。

### 植被
绍尼属于温带阔叶混交林区，市中心的漫步道公园（Parc des Promenades）是当地主要的城市绿地公园，林地则多分布于河流附近。
在鲜花城市的评比中，绍尼被评为3星级鲜花城市。

### 气候
绍尼在柯本气候分类法中属于温带海洋性气候。
绍尼境内建有常年气象站，以下为该气象站的数据（其中日照数据取自圣康坦）：
| 绍尼 1981年－2019年 | 绍尼 1981年－2019年 | 绍尼 1981年－2019年 | 绍尼 1981年－2019年 | 绍尼 1981年－2019年 | 绍尼 1981年－2019年 | 绍尼 1981年－2019年 | 绍尼 1981年－2019年 | 绍尼 1981年－2019年 | 绍尼 1981年－2019年 | 绍尼 1981年－2019年 | 绍尼 1981年－2019年 | 绍尼 1981年－2019年 | 绍尼 1981年－2019年 |
| 月份                | 1月                 | 2月                 | 3月                 | 4月                 | 5月                 | 6月                 | 7月                 | 8月                 | 9月                 | 10月                | 11月                | 12月                | 全年                |
| ------------------- | ------------------- | ------------------- | ------------------- | ------------------- | ------------------- | ------------------- | ------------------- | ------------------- | ------------------- | ------------------- | ------------------- | ------------------- | ------------------- |
| 历史最高温 °C（°F） | 15.3 (59.5)         | 19 (66)             | 22.5 (72.5)         | 27.6 (81.7)         | 31.1 (88.0)         | 34.8 (94.6)         | 36.8 (98.2)         | 38.6 (101.5)        | 31 (88)             | 27.6 (81.7)         | 20.1 (68.2)         | 17 (63)             | 38.6 (101.5)        |
| 平均高温 °C（°F）   | 6.1 (43.0)          | 7.5 (45.5)          | 11.6 (52.9)         | 14.9 (58.8)         | 19 (66)             | 21.8 (71.2)         | 24.6 (76.3)         | 24.5 (76.1)         | 20.2 (68.4)         | 15.5 (59.9)         | 9.6 (49.3)          | 6 (43)              | 15.1 (59.2)         |
| 日均气温 °C（°F）   | 3.7 (38.7)          | 4.6 (40.3)          | 7.6 (45.7)          | 9.9 (49.8)          | 13.8 (56.8)         | 16.4 (61.5)         | 18.9 (66.0)         | 18.8 (65.8)         | 15.3 (59.5)         | 11.6 (52.9)         | 6.8 (44.2)          | 3.8 (38.8)          | 10.9 (51.6)         |
| 平均低温 °C（°F）   | 1.3 (34.3)          | 1.7 (35.1)          | 3.6 (38.5)          | 4.9 (40.8)          | 8.6 (47.5)          | 11 (52)             | 13.2 (55.8)         | 13.1 (55.6)         | 10.4 (50.7)         | 7.8 (46.0)          | 4 (39)              | 1.6 (34.9)          | 6.8 (44.2)          |
| 历史最低温 °C（°F） | −14 (7)             | −13 (9)             | −11.5 (11.3)        | −3.6 (25.5)         | −0.2 (31.6)         | 2.4 (36.3)          | 5.6 (42.1)          | 5.4 (41.7)          | 0 (32)              | −4 (25)             | −9.3 (15.3)         | −11.7 (10.9)        | −14 (7)             |
| 平均降水量 mm（）   | 56.7 (2.23)         | 56.6 (2.23)         | 59.6 (2.35)         | 50.7 (2.00)         | 59.4 (2.34)         | 59.5 (2.34)         | 66.6 (2.62)         | 67.6 (2.66)         | 49.6 (1.95)         | 66.1 (2.60)         | 60.9 (2.40)         | 71.1 (2.80)         | 724.4 (28.52)       |
| 月均日照時數        | 68                  | 75                  | 128.3               | 174.8               | 198.7               | 203.5               | 208.2               | 206.6               | 162.1               | 116.9               | 66.7                | 51.1                | 1,659.9             |
| 来源：infoclimat.fr |                     |                     |                     |                     |                     |                     |                     |                     |                     |                     |                     |                     |                     |

## 行政区划
绍尼的市镇编号为02173，邮政编号为02300。
在行政管理方面，绍尼隶属于法国上法兰西大区埃纳省拉昂区；在地方选举方面，绍尼是绍尼县的中央投票站所在地，其市镇范围全境被划入埃纳省第四选区；在社会管理方面，绍尼是绍尼-泰尔尼耶-拉费尔城市圈公共社区的办公驻地。
绍尼的居民街区（Quartier De La Résidence）为城市政策优先街区。绍尼市政府为当地民众提供居民政治参与（Participation citoyenne）服务。
法国国家统计与经济研究所（简称）在进行数据统计时，将绍尼及相邻的另外4个市镇设为绍尼城市核心区，并将包括核心区在内的周边共10个市镇划为绍尼城市区。自2020年起，绍尼城市区被包含23个市镇的绍尼城市辐射区代替。此外，还将绍尼市镇分为了3个“块区”（IRIS），以便于统计人口分布情况。

## 交通

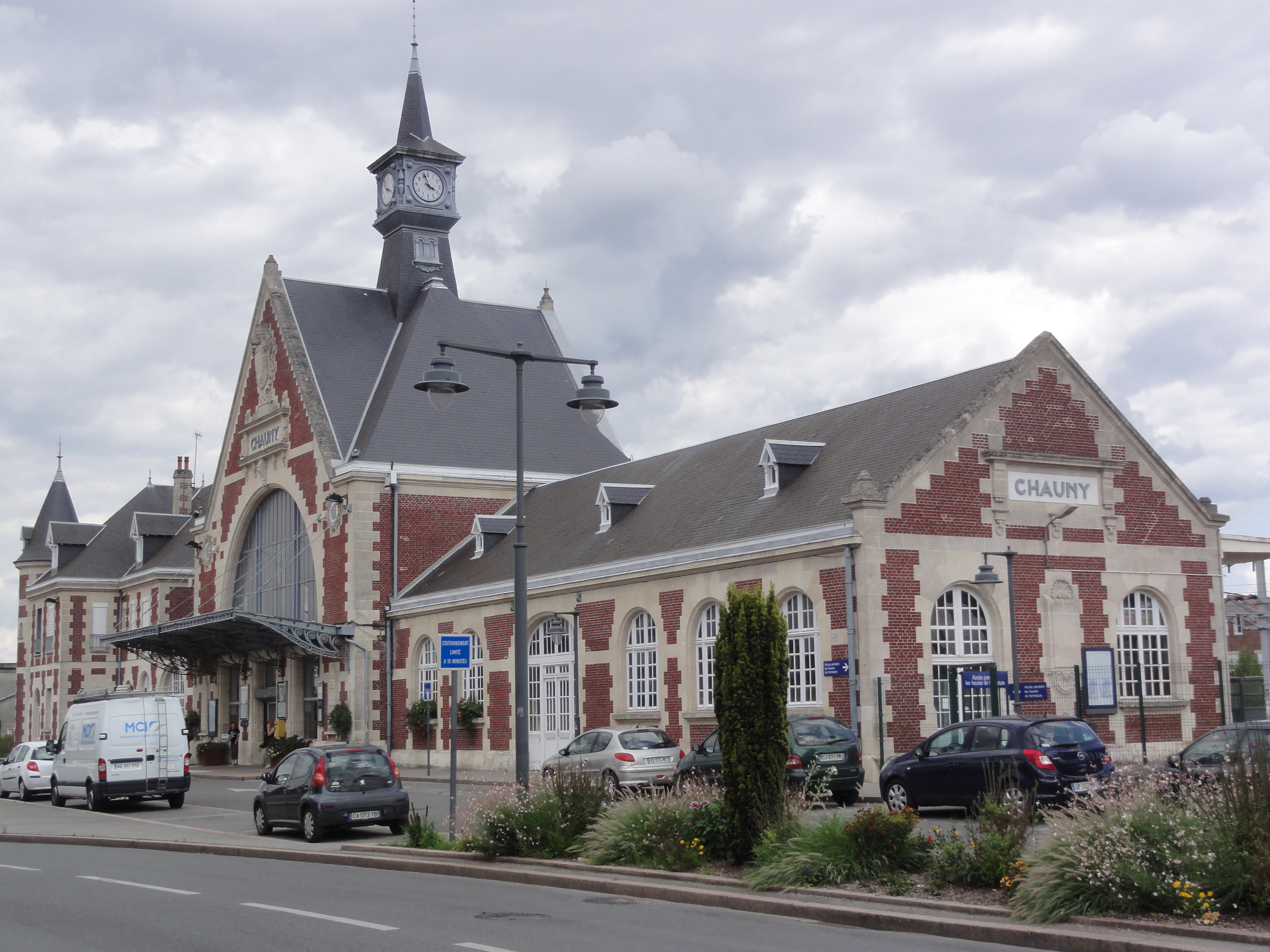
绍尼火车站的主站房

### 公路
多条埃纳省省道在绍尼境内交汇。上法兰西大区下属的城际客运提供巴士线路，可前往周边部分市镇。
| 10 | 50 |

| 12 | 22 |

| 拉昂 | 35 |

| 圣康坦 | 31 |

| 苏瓦松 | 31 |

| 泰尔尼耶 | 7 |

| 阿姆 | 24 |

| 努瓦永 | 18 |

2019年，65.3%的绍尼家庭拥有至少一辆私人汽车。2019年，绍尼境内共发生各类交通事故4起，造成4人受伤，其中3人重伤。

### 铁路
绍尼位于克雷伊－热蒙铁路、阿尼济-皮农－绍尼铁路和绍尼－圣戈班铁路的交汇处，其中后两条线路已关闭。绍尼站位于市区南部，停靠往返于巴黎和圣康坦一线的区域列车。

### 航空
距离绍尼最近的民用航空站为巴黎戴高乐机场，距离绍尼市中心的公路里程约100公里。

### 城市公共交通
绍尼-泰尔尼耶城市圈公共交通（Transports de l'Agglomération de Chauny-Tergnier，商业名称为）是当地的城市公共交通系统。截至2022年11月，该系统共包括五条城市公交线路，其中公交1路、2路、3路经过绍尼市区。

## 政治

### 市政内阁

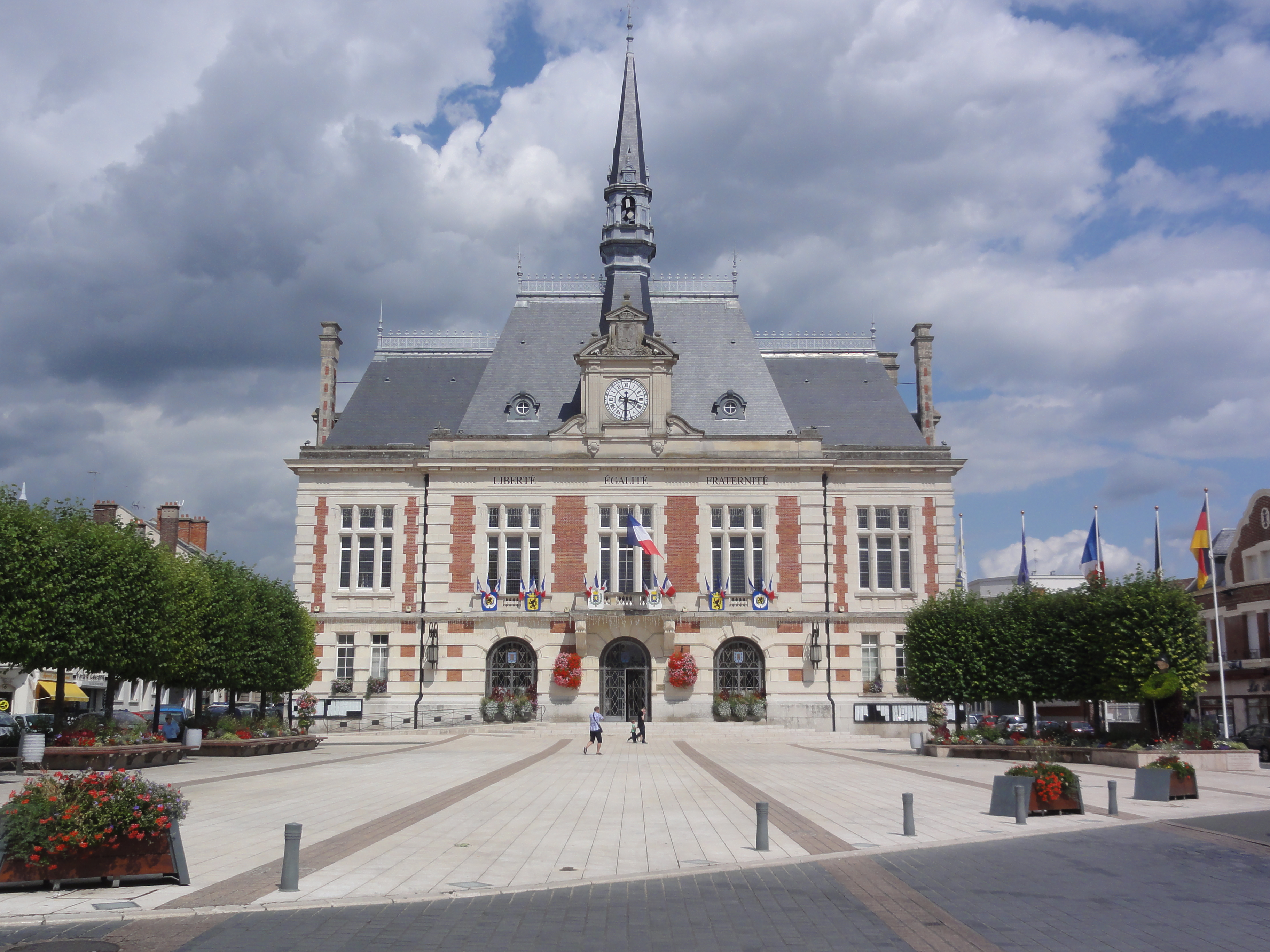
绍尼市政厅

绍尼的现任市长为埃马纽埃尔·列万先生（Emmanuel LIÉVIN），他是激进运动的一名成员，在2020年的市政选举中获得了53.09%的支持率。
| 绍尼历届市长   | 绍尼历届市长                      | 绍尼历届市长                          |
| 任期           | 市长                              | 党派                                  |
| -------------- | --------------------------------- | ------------------------------------- |
| 1947年－1963年 | Alphonse MAUBANT 阿方斯·莫邦      | SFIO工人国际法国支部                  |
| 1947年－1963年 | Alfred LEROUX 阿尔弗雷德·勒鲁     | 不详                                  |
| 1963年－1968年 | Charles HAMART 夏尔·阿马尔        | CD法国民主中心                        |
| 1968年－1971年 | Lucien QUITTELIER 吕西安·基特利耶 | 不详                                  |
| 1971年－1989年 | Yves BRINON 伊夫·布里农           | PS社会党 →UDF法国民主联盟             |
| 1989年－2020年 | Marcel LALONDE 马塞尔·拉隆德      | UDI民主人士和独立人士联盟 →MR激进运动 |
| 2020年－       | Emmanuel LIÉVIN 埃马纽埃尔·利埃万 | MR激进运动                            |

### 各级选举
| 绍尼历届投票选举结果 | 绍尼历届投票选举结果 | 绍尼历届投票选举结果 | 绍尼历届投票选举结果 | 绍尼历届投票选举结果              | 绍尼历届投票选举结果 | 绍尼历届投票选举结果 | 绍尼历届投票选举结果              | 绍尼历届投票选举结果 | 绍尼历届投票选举结果 |
| 选举项目             | 选举范围             | 选区单位             | 选区单位内的选举结果 | 选区单位内的选举结果              | 选区单位内的选举结果 | 选区单位内的选举结果 | 选区单位内的选举结果              | 选区单位内的选举结果 | 参考资料             |
| 选举项目             | 选举范围             | 选区单位             | 第一轮胜出者         | 第一轮胜出者                      | 支持率               | 第二轮胜出者         | 第二轮胜出者                      | 支持率               | 参考资料             |
| -------------------- | -------------------- | -------------------- | -------------------- | --------------------------------- | -------------------- | -------------------- | --------------------------------- | -------------------- | -------------------- |
| 2017年法國總統選舉   | 法國                 | 市镇                 |                      | 玛丽娜·勒庞                       | 33.89%               |                      | 玛丽娜·勒庞                       | 50.64%               | [ 25 ]               |
| 2017年法国立法选举   | 埃纳省第四选区       | 市镇                 |                      | 马克·德拉特                       | 28.52%               |                      | 马克·德拉特                       | 57.19%               | [ 25 ]               |
| 2019年欧洲议会选举   | 法國                 | 市镇                 |                      | 若尔丹·巴尔代拉                   | 38.43%               | （不适用）           | （不适用）                        | （不适用）           | [ 27 ]               |
| 2021年法国省级选举   | 埃纳省               | 县                   |                      | 若泽·博兰 布丽吉特·菲昂           | 29.22%               |                      | 马里奥·利吕西 法比耶娜·马尔基翁尼 | 61.08%               | [ 28 ]               |
| 2021年法国省级选举   | 埃纳省               | 市镇                 |                      | 马里奥·利吕西 法比耶娜·马尔基翁尼 | 30.9%                |                      | 马里奥·利吕西 法比耶娜·马尔基翁尼 | 64.11%               | [ 28 ]               |
| 2021年法国大区选举   | 上法蘭西大區         | 市镇                 |                      | 格扎维埃·贝特朗                   | 46.46%               |                      | 格扎维埃·贝特朗                   | 55.86%               | [ 29 ]               |
| 2022年法国总统选举   | 法國                 | 市镇                 |                      | 玛丽娜·勒庞                       | 36.78%               |                      | 玛丽娜·勒庞                       | 58.58%               | [ 25 ]               |
| 2022年法国立法选举   | 埃纳省第四选区       | 市镇                 |                      | 若泽·博兰                         | 33.2%                |                      | 若泽·博兰                         | 53.08%               | [ 25 ]               |

## 人口
2019年，绍尼市镇人口数量为11,653，在法国排名第848位。其中男性5,585人，女性6,068人，75岁及以上人口占8.8%，外籍人口数量为451人，人口密度为877人/平方公里，当地居民被称为（男性）或（女性）。2020年，绍尼境内出生124人，死亡人口150人。
| 绍尼1901年－2019年人口变化情况 |
|                                |
| 数据来源：Cassini、INSEE       |

## 经济

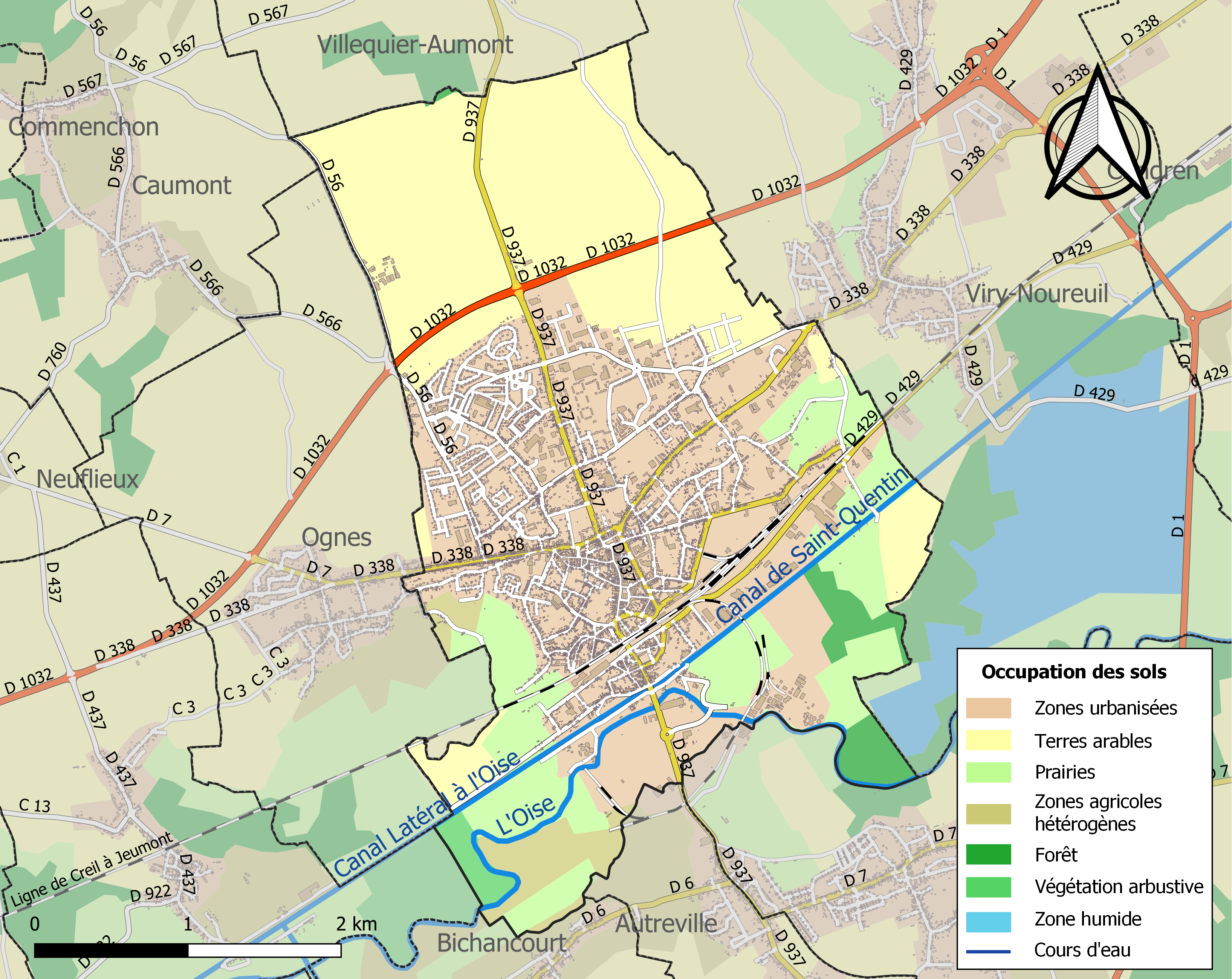
绍尼土地利用情况地图

绍尼是一个区域性的中心城市。截止2022年11月，绍尼市镇范围内共有各类用人单位（包含自雇）1,382家，平均历史为17年，其中98.43%为中小型企业（PME），2022年9月至11月间，当地的经济活力指数为0.58%。（染料生产）、（模具）及（大型零售）是当地2021年营业额最高的三个企业，分别为135,004,602欧元、55,990,526欧元和44,969,078欧元。

## 财政与居民收入
2020年，绍尼的财政收入总额为14,655,700欧元，财政支出总额为11,655,300欧元，当年的债务总额为2,760,500欧元。2021年，绍尼市镇共获得2,073,278欧元的国家财政补助，比上一年增加了0.33%。
2020年，绍尼的人均月收入总额为1,998欧元，其中高级职员为3,569欧元，低于法国平均水平（4,230欧元）；中级职员为2,387欧元，低于法国平均水平（2,411欧元）；普通职员为1,603欧元，亦低于法国平均水平（1,740欧元）。
2019年，绍尼境内的青壮年（15至64岁）失业率为25.4%，当地36.3%的家庭拥有纳税资格，平均纳税2,528欧元，低于法国平均水平（3,910欧元）。

## 社会事务

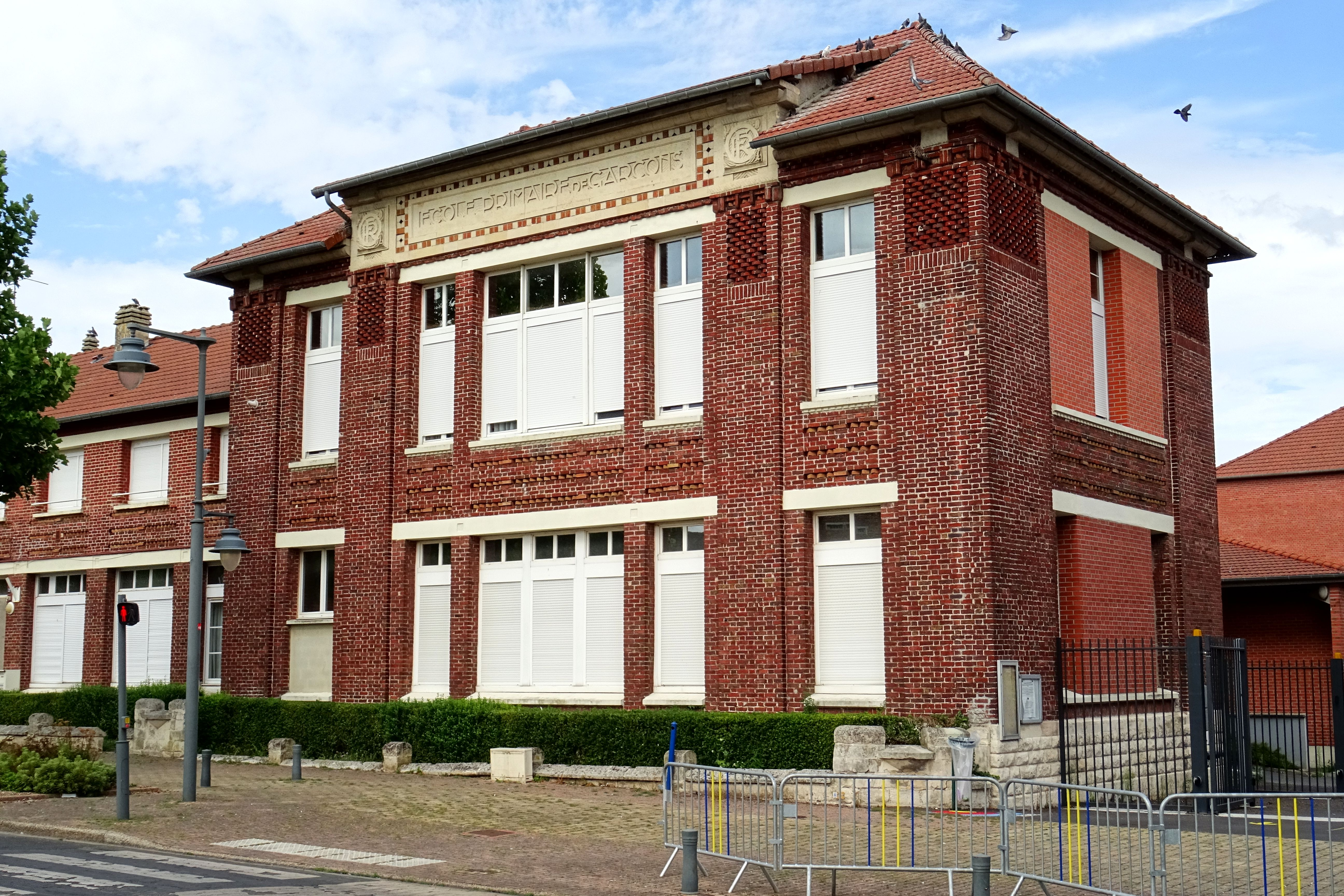
绍尼境内的一所学校

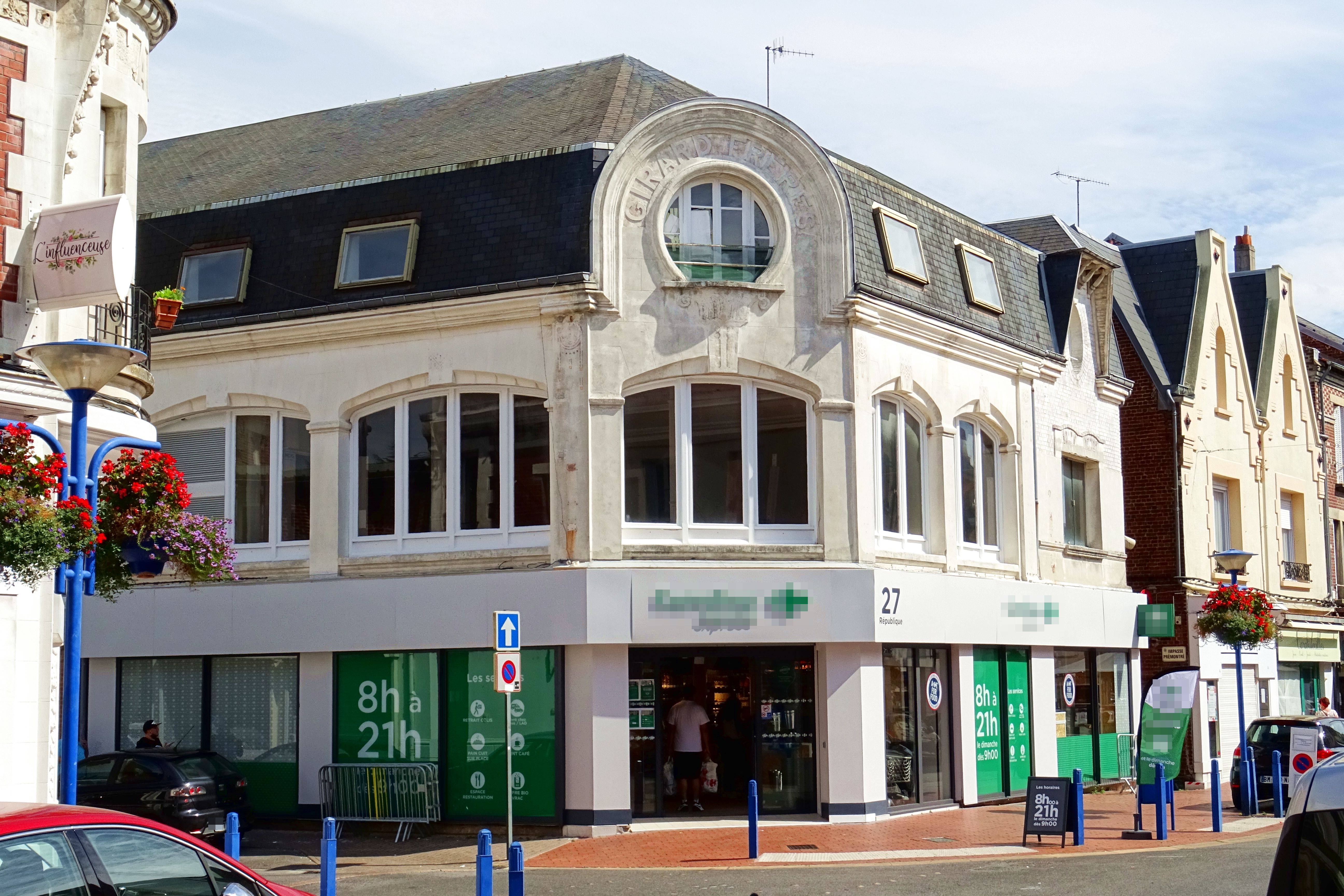
绍尼镇中心的商铺

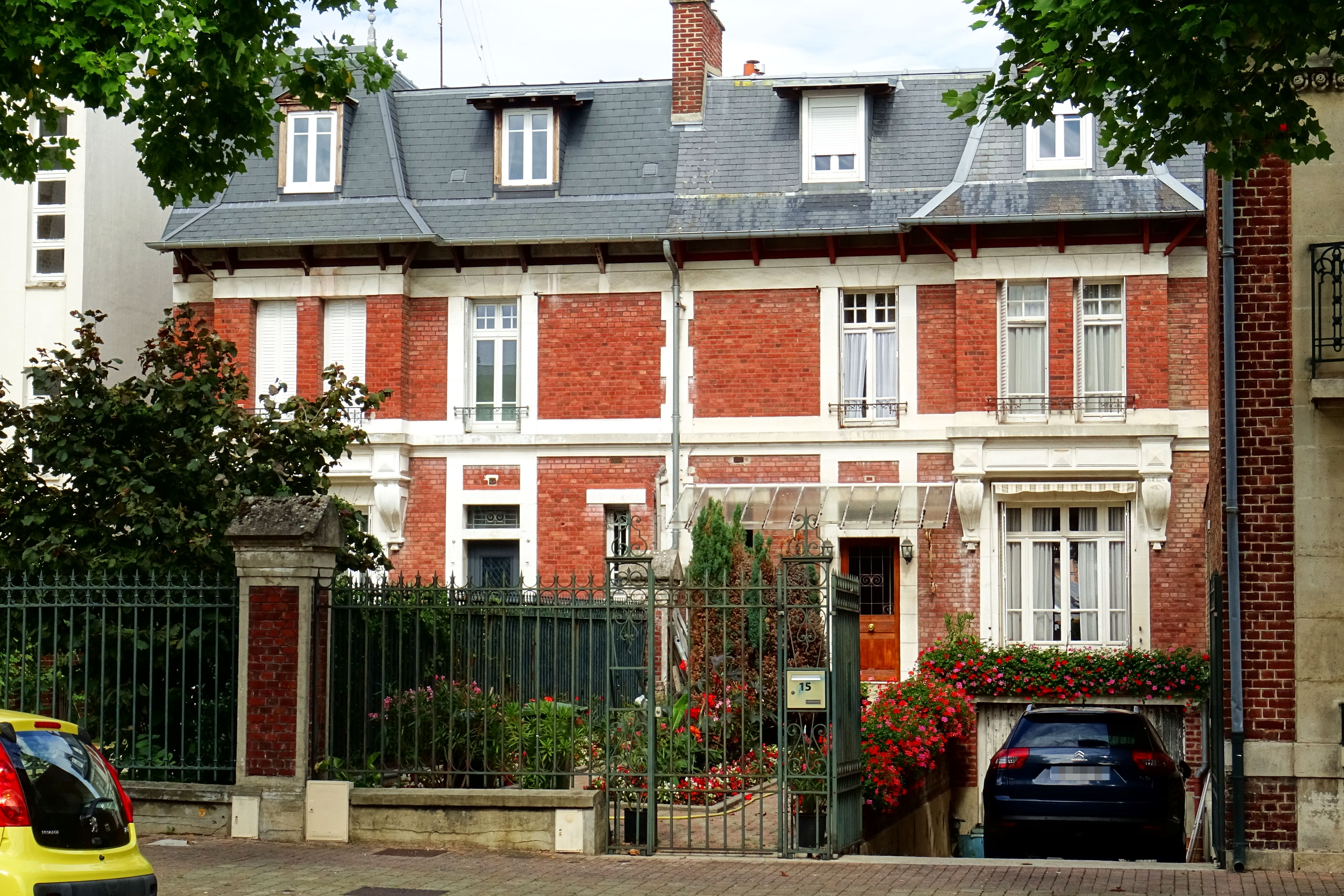
绍尼街头的一幢居民建筑

### 教育
绍尼属于亚眠学区。截止2021年1月1日，绍尼境内共有6所幼儿园、7所小学、3所初级中学、2所普通高中、1所农业高中和2所职业高中。2018至2019学年度，绍尼境内共有在校中等教育阶段学生3,607名。
在高等教育方面，绍尼境内有一所卫生学校。

### 医疗
截止2021年1月1日，绍尼境内共有全科医生9名、保健师9名、牙医9名、护士19名、耳科医生2名、眼科医生2名、皮肤科医生1名、儿科医生1名和妇科医生1名。境内共有药房6家、养老院1家、残疾人帮扶中心2家。
绍尼中心医院（Centre Hospitalier de Chauny）是法国的一个区域性医疗机构，其主病区位于绍尼市区，设有床位223个，是当地规模最大的公立综合性医院。

### 住房
2019年，绍尼境内共有各类住房6,298套，其中62.4%为独立式居民区，37.0%为集中式居民区。常住房屋占绍尼市镇范围内居民建筑总量的86.3%。
在住房保障政策方面，2021年，绍尼境内共有1,966户家庭获得了住房经济补助，受益人数占总人口数量的16.9%，其中1,901份为房租补助。

### 商业
2021年，绍尼境内共有各类实体商铺278家，其中餐厅38家、大型超市7家、杂货店4家、面包房10家、肉铺10家、书店3家、装饰品店2家、银行门店9家、美容美发店31家、汽车维修店18家。市中心建有一家家乐福便民超市，市区北部则建有大型开放式商业街区，有Intermarché、Lidl、Kiabi等大型商场。

### 体育
2021年，绍尼境内共有1家游泳池、4间体育馆、1座综合体育场、3处网球场、1处马术场、6处足球或橄榄球场以及3处篮球或排球场。
截至2022年11月，绍尼体育联盟（Union Sportive Chauny，编号500239）是绍尼境内唯一的一家注册足球俱乐部，其主队2022至2023赛季参加上法兰西大区足球联赛乙组（法国第七级别），其主场为容库尔公园球场（Stade Parc Joncourt）。

### 环境
绍尼的环境事务由其所属的绍尼-泰尔尼耶-拉费尔城市圈公共社区联合各级政府协调负责。2021年，绍尼境内共有3家污染企业。

### 治安
2021年，绍尼市镇范围内有1处宪兵队。
绍尼及其附近的共234个市镇是拉昂国家宪兵队（zone gendarmerie de Laon）的管辖范围。2020年，该宪兵队累计记录各类案件3,612起，其中盗窃类案件1,970起，经济类案件420起，毒品交易类案件104起。

## 文化
2021年，绍尼境内共有1家剧场、1家电影院和1家博物馆。绍尼市政府建有安德烈·马尔罗多媒体中心（Médiathèque André Malraux），每周二至六向公众开放。

### 建筑
绍尼境内有多处历史建筑，圣马丁教堂、圣母教堂等是当地的地标性建筑物。

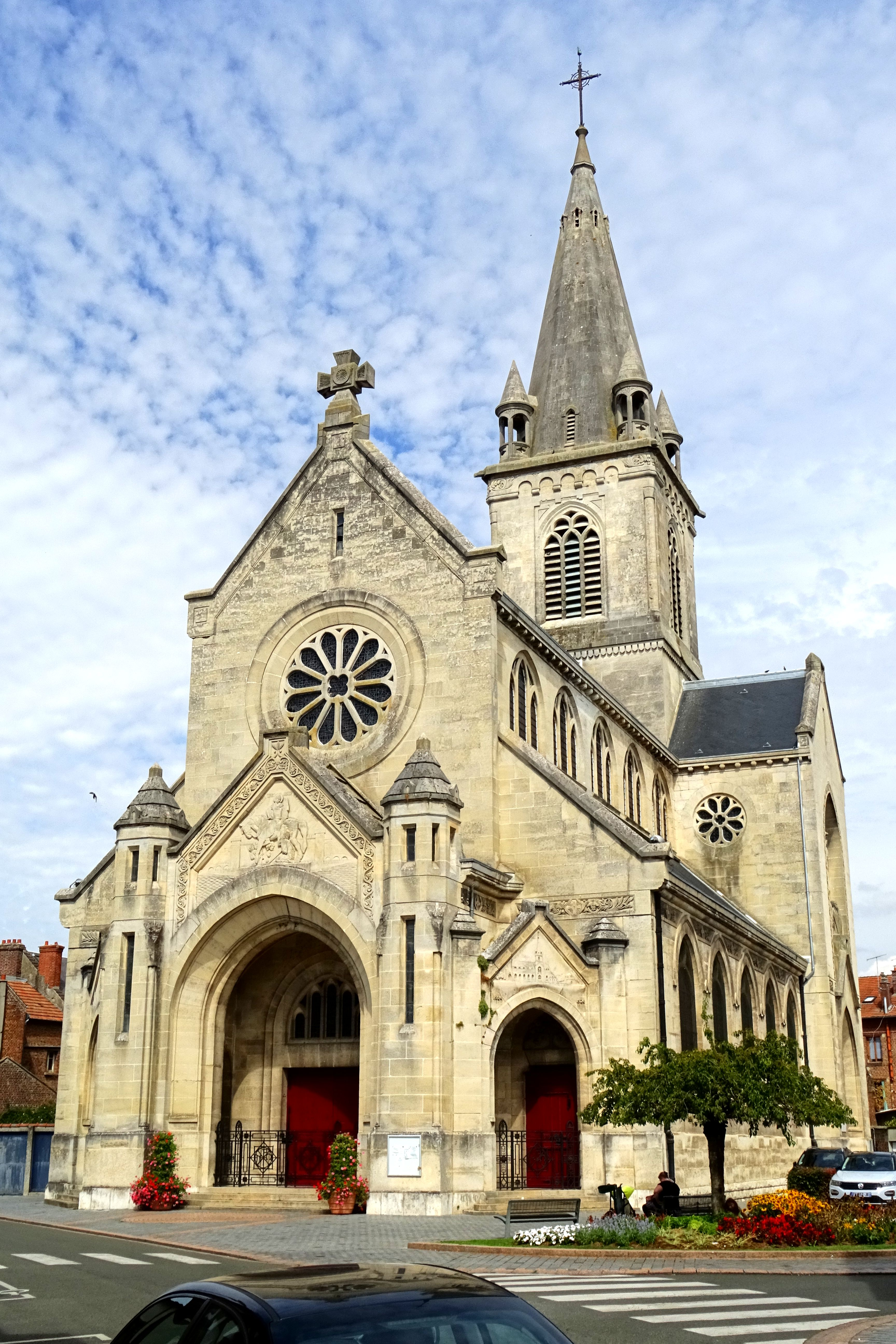
圣马丁教堂（法语：Église Saint-Martin de Chauny）
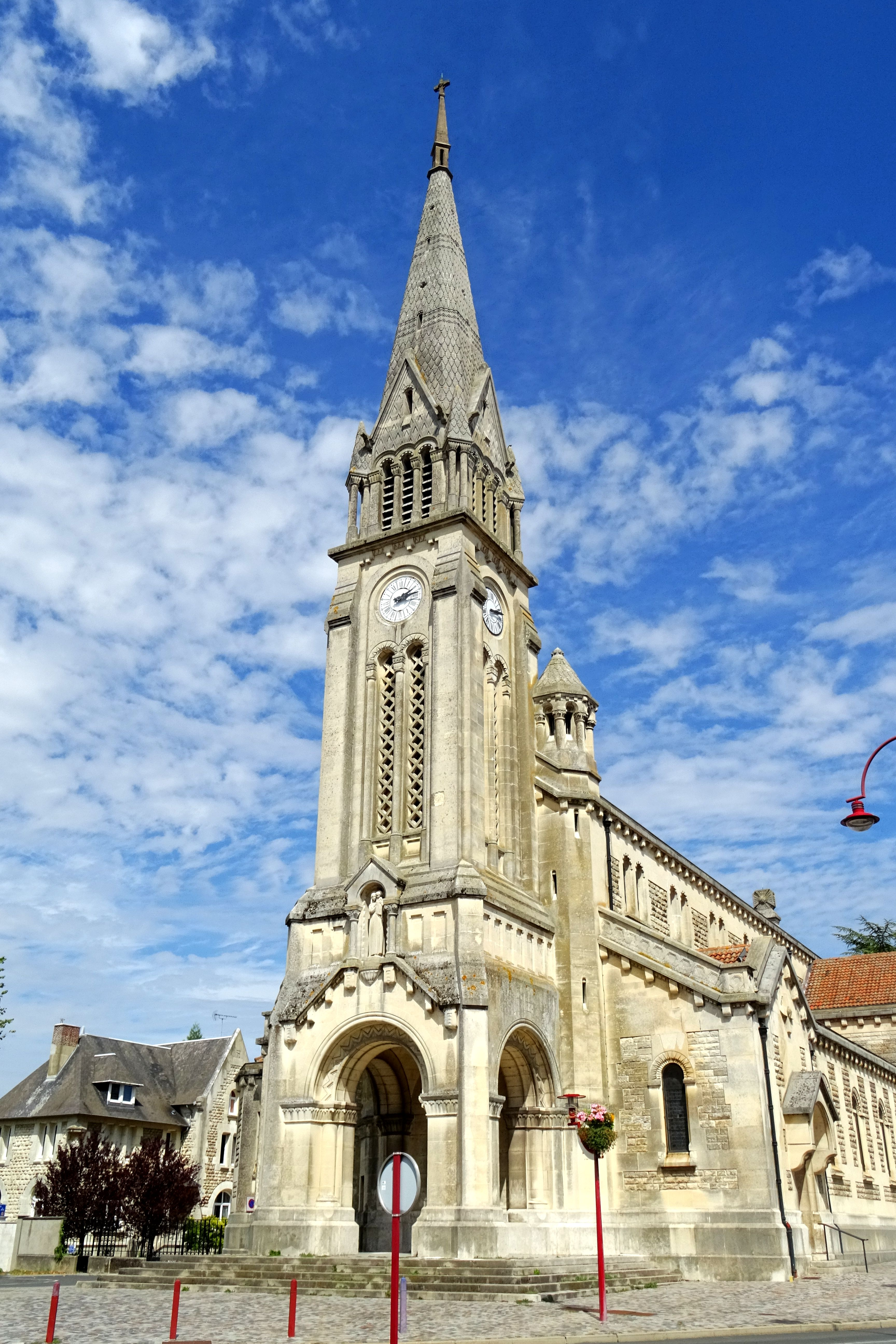
圣母教堂（法语：Église Notre-Dame de Chauny）
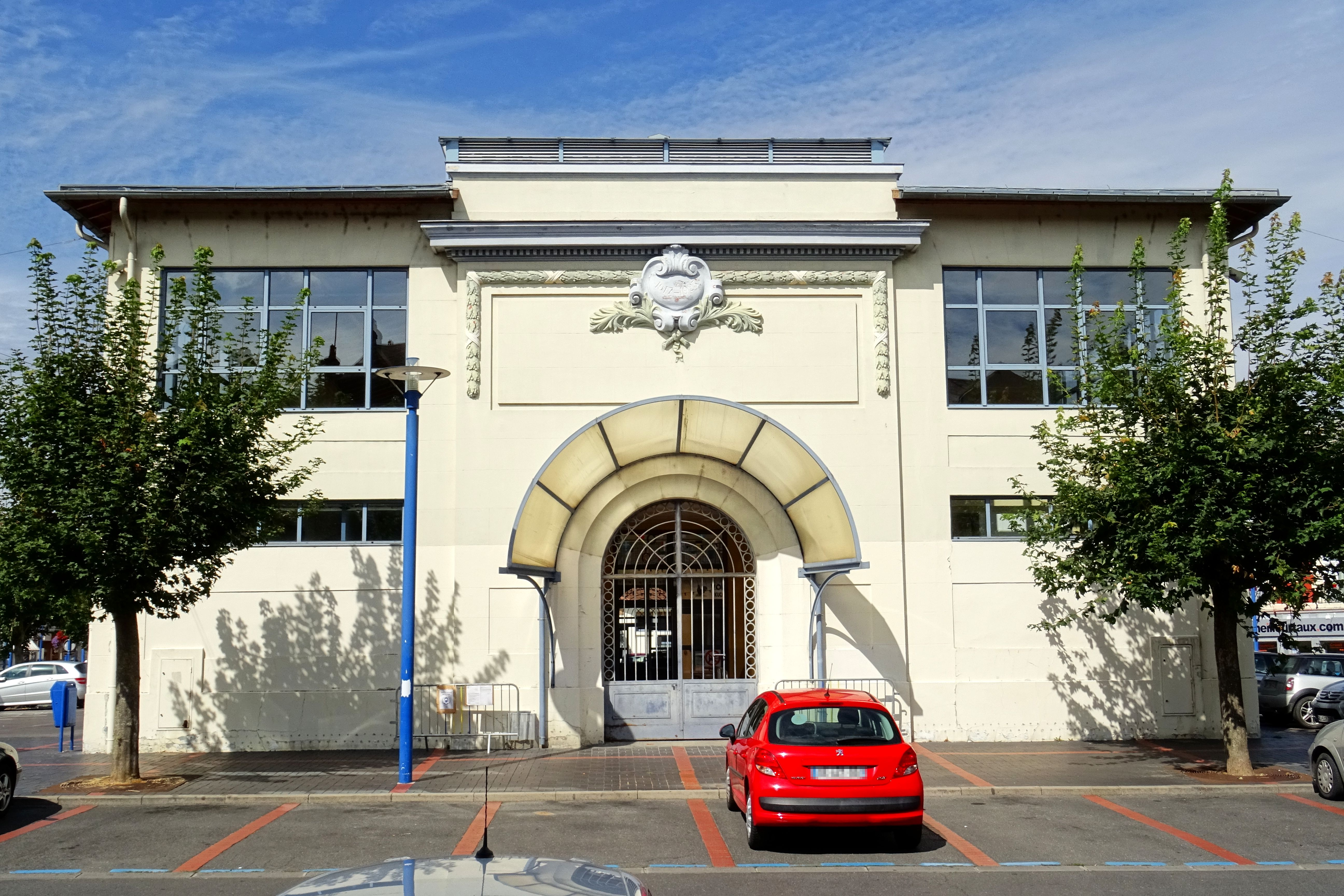
集市大堂
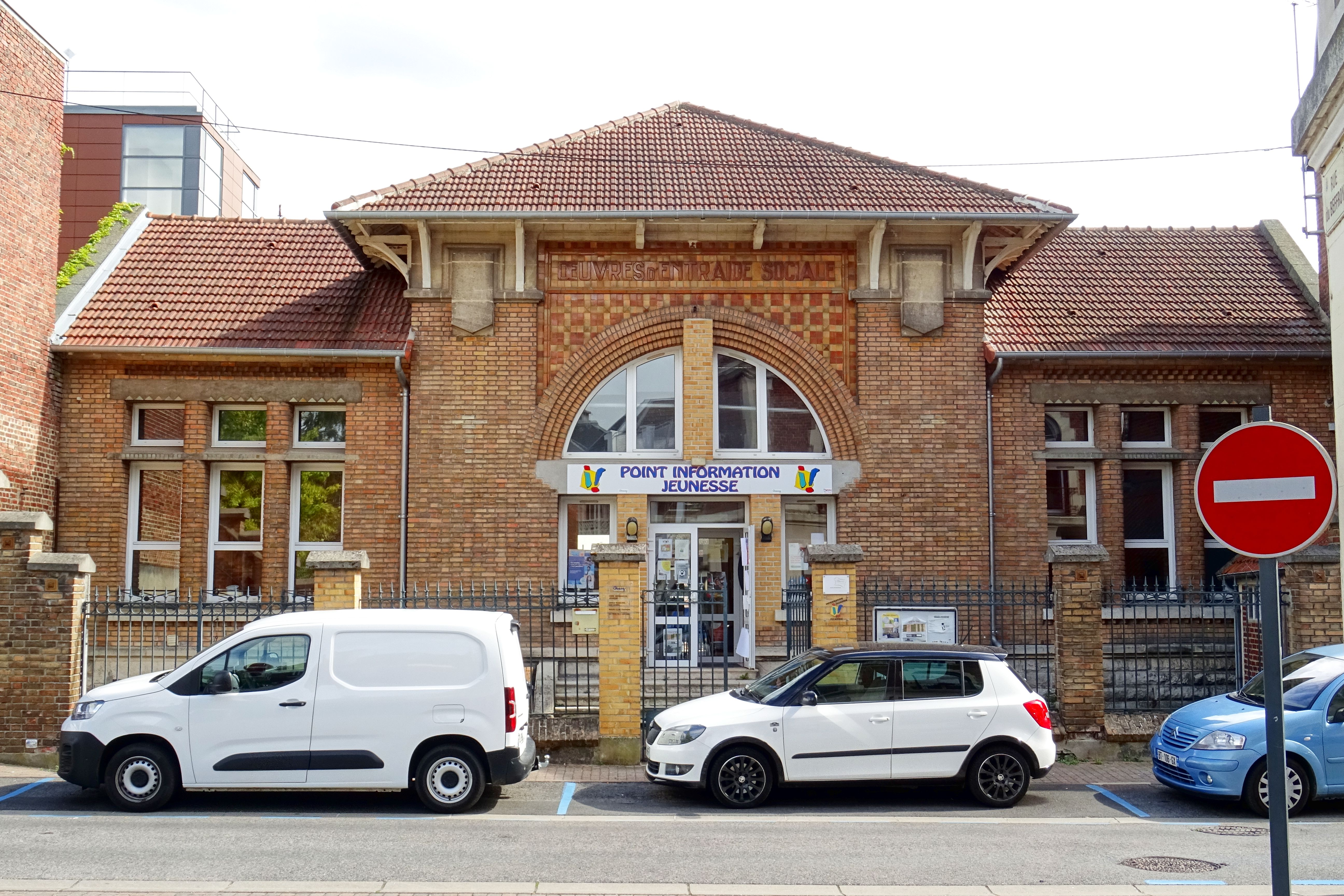
青少年活动中心
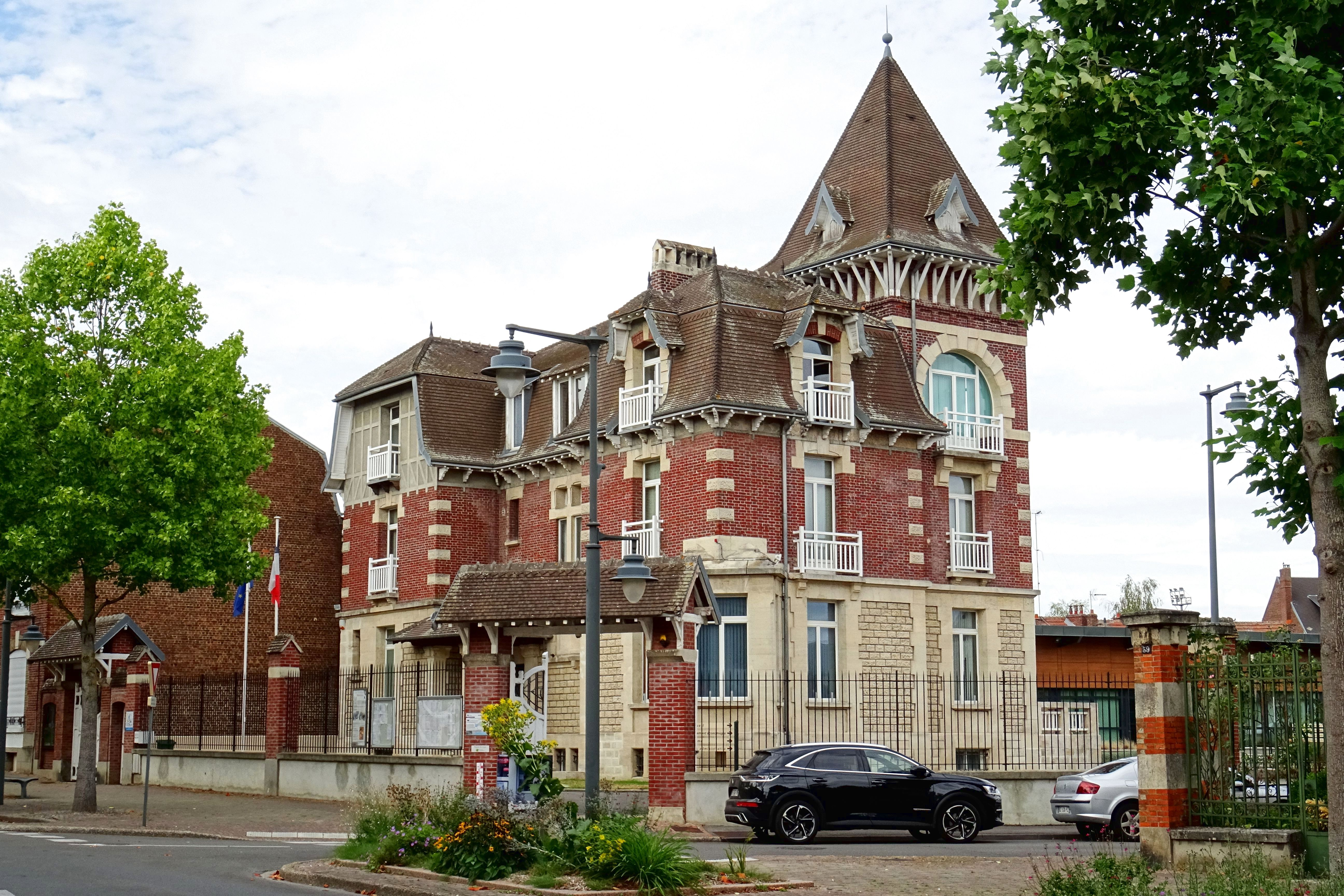
城市圈公共社区办公大楼
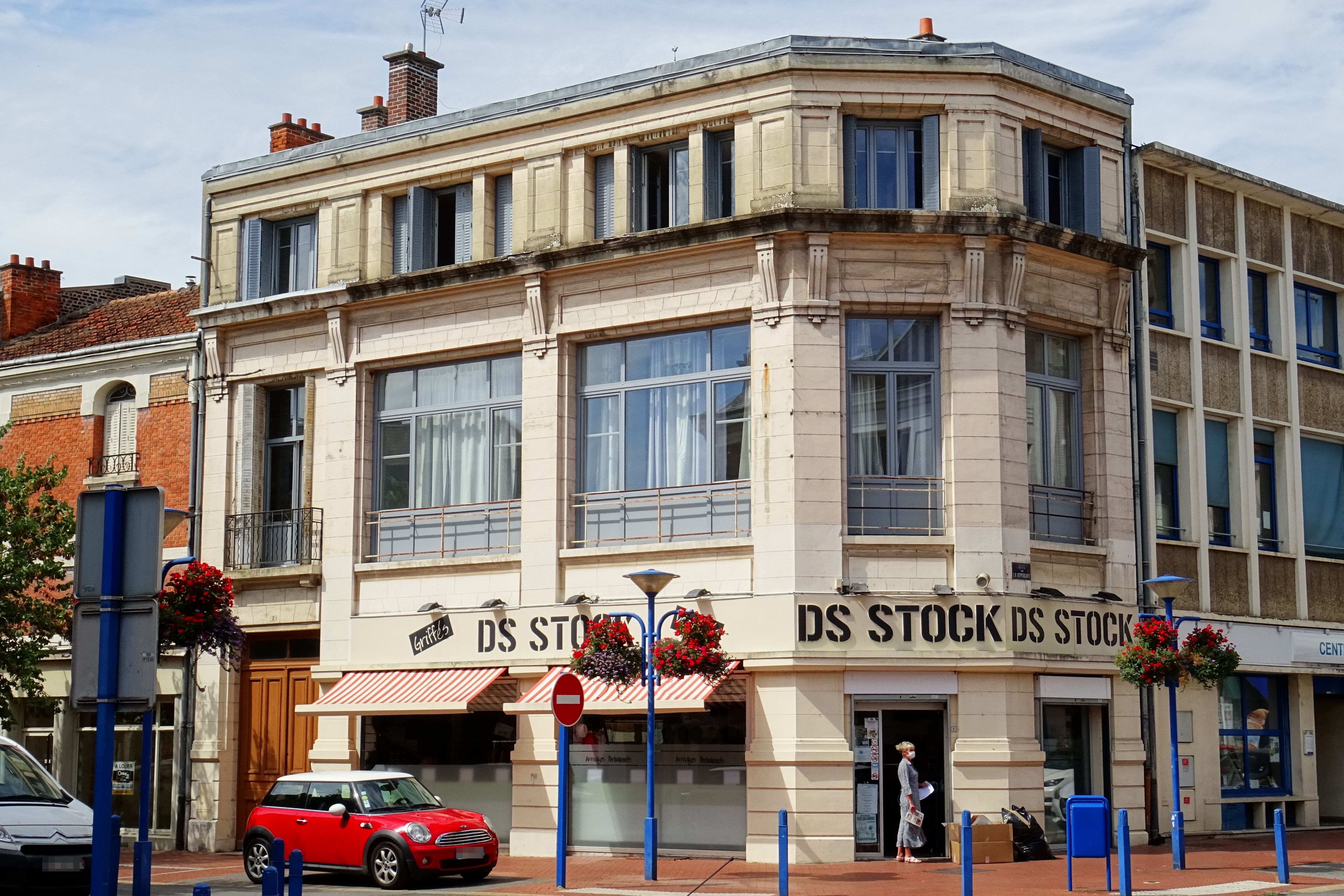
镇中心的一幢大楼
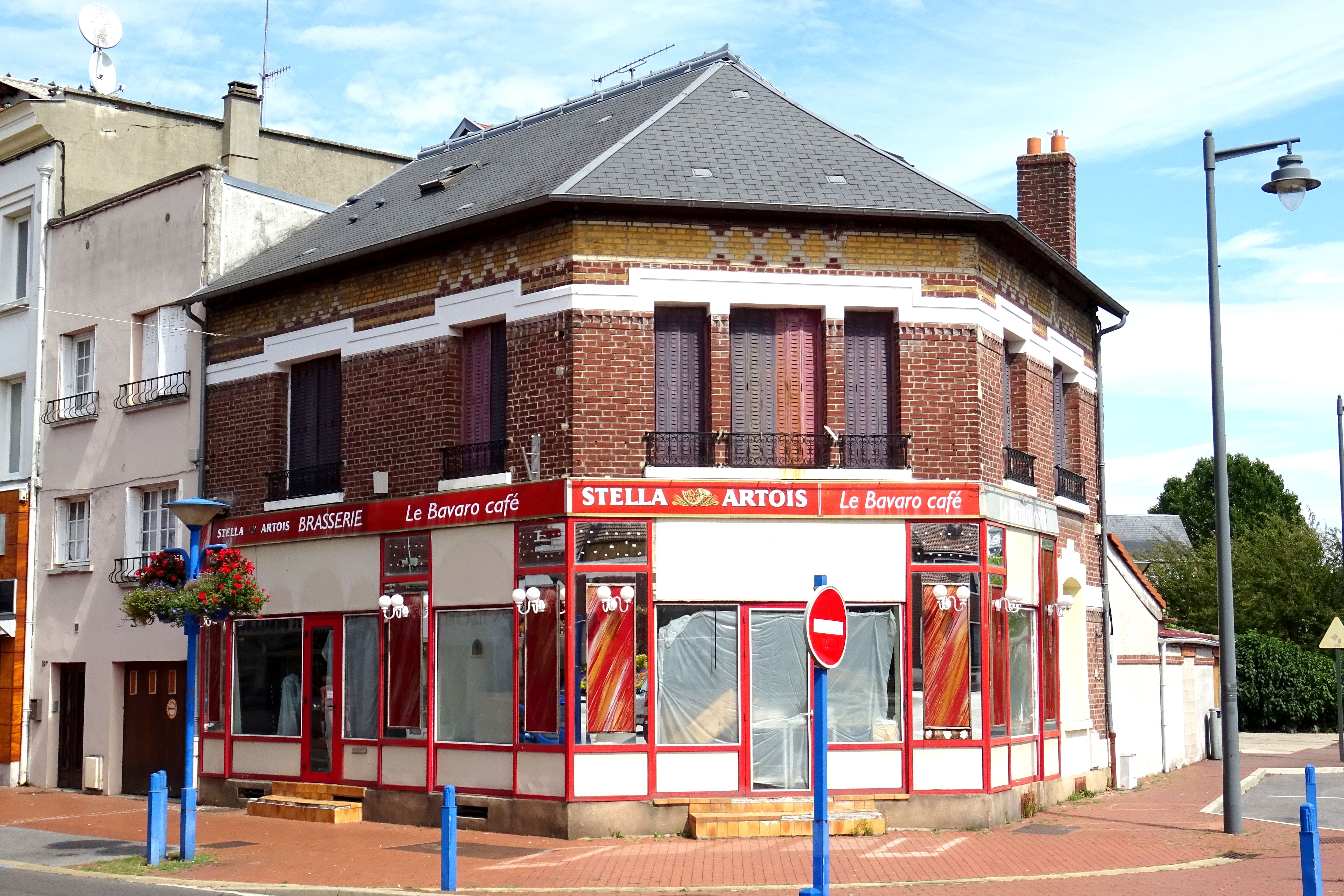
传统民居

### 旅游
绍尼的旅游事务由其所属的绍尼-泰尔尼耶-拉费尔城市圈公共社区负责。2022年，绍尼境内共有1家酒店共计9间房间。

### 媒体
法国主要的媒体均可在绍尼接收，法国电视三台下属的上法兰西大区频道在部分时段播出绍尼所属区域的地方新闻。蓝色法兰西皮卡第广播、圣康坦电视台、《新埃纳报》等是当地主要的地方性媒体

## 相关人物
法国画家皮埃尔·帕泰尔、水文工程师让-巴蒂斯特·于贝尔、建筑师亨利-让·卡尔萨、自行车运动员马夏尔·加扬出生于绍尼。

## 友好城市
截至2022年11月，绍尼共与两座城市互为友好城市关系：
- 德国 贝格海姆
- 比利时 昂代讷